# Tumba tracia de Svechtari
La tumba tracia de Svechtari (en búlgaro: Свещарска гробница, romanizado: Sveshtarska grobnitsa) se encuentra a 2,5 km al sudoeste del pueblo de Svechtari, provincia de Razgrad, que se sitúa a 42 km al noreste de Razgrad, en la región noreste de Bulgaria.

## Descripción
Esta tumba tracia descubierta en 1982 pertenece al siglo III a. C. y refleja los principios estructurales básicos correspondientes a las construcciones religiosas tracias. La decoración arquitectónica de la tumba se considera única debido a sus cariátides policromadas mitad humanas, mitad plantas y sus murales pintados. El altorrelieve de las diez figuras femeninas esculpidas en las paredes de la recámara central y los decorados de la luneta en la bóveda son los únicos ejemplos de este tipo que se hayan encontrado por el momento en territorio tracio. La tumba es un recordatorio excepcional de la cultura de los getas, un pueblo de origen tracio que estuvo en contacto con las civilizaciones helenística y romana.
En 1985, la Unesco designó a la tumba tracia de Svechtari Patrimonio de la Humanidad.